# Władysław Kulesza (major)

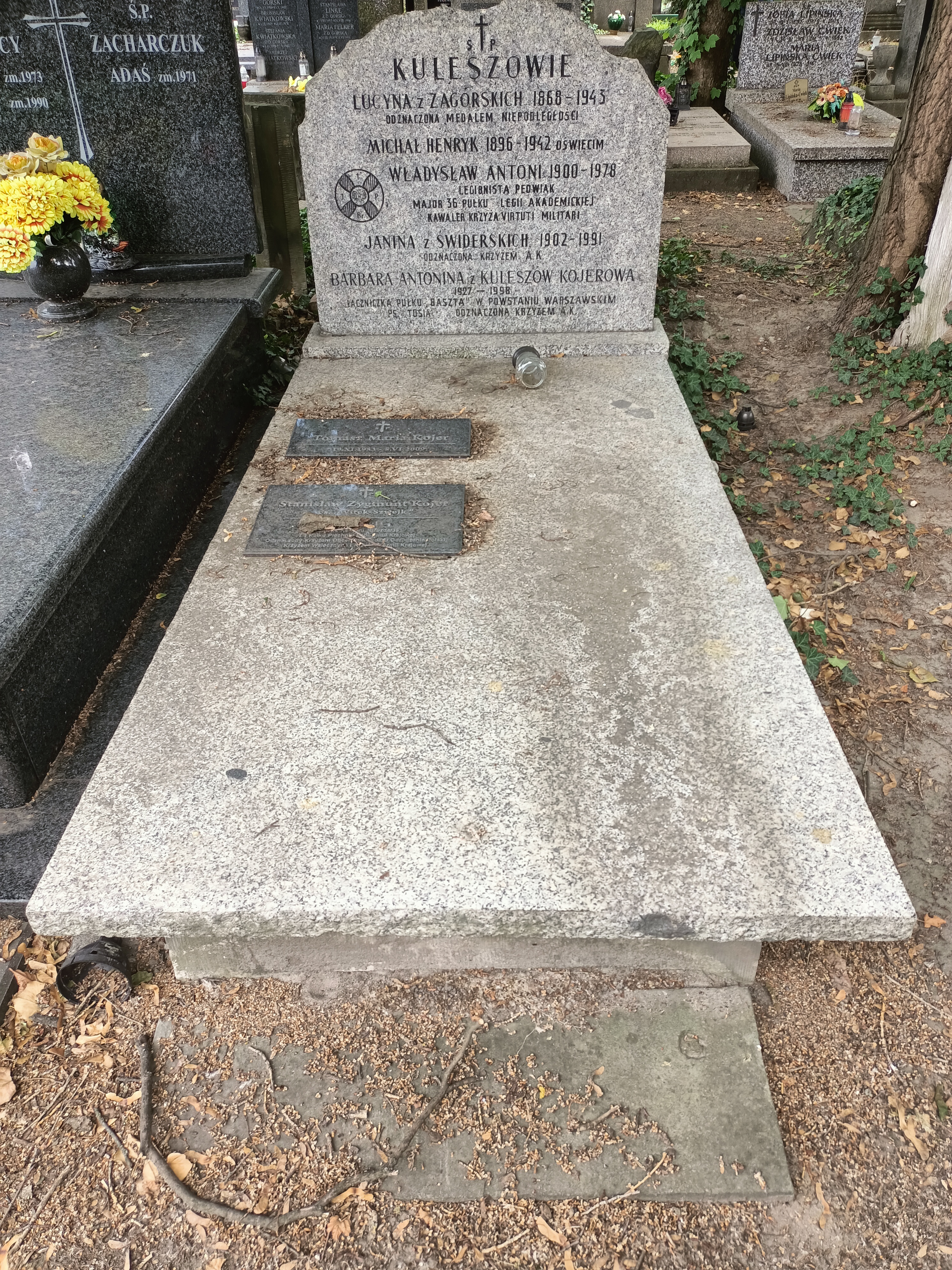
Grób Władysława Kuleszy na Cmentarzu Powzkowskim w Warszawie

Władysław Antoni Kulesza (ur. 18 kwietnia 1900 w Wierzbniku, zm. 1 lipca 1978 w Warszawie) – major piechoty Wojska Polskiego, działacz niepodległościowy, kawaler Orderu Virtuti Militari.

## Życiorys
Urodził się 18 kwietnia 1900 w Wierzbniku, w ówczesnym powiecie iłżeckim guberni radomskiej, w rodzinie Antoniego i Lucyny z Zagórskich (1868–1943), działaczki niepodległościowej, odznaczonej Medalem Niepodległości. Był młodszym bratem Michała Henryka (1896–1942), ofiary obozu koncentracyjnego Auschwitz. Ukończył szkołę powszechną w Jędrzejowie, następnie klasę 1. i 2. w Gimnazjum w Siedlcach, a później klasę 3. i 4. w Szkole Handlowej w Kielcach oraz trzy kursy Szkoły Rzemieślniczej w Olkuszu. W międzyczasie (15 sierpnia 1914) wstąpił do Legionów Polskich. Pełnił służbę w Biurze Werbunkowym w Kielcach, Jędrzejowie i Wadowicach. 16 marca 1915 został zwolniony z Legionów jako małoletni. 15 września 1915 wstąpił do Polskiej Organizacji Wojskowej. Od 1 lutego do 1 lipca 1918 był osadzony w więzieniu w Będzinie. Po zwolnieniu z więzienia kontynuował działalność w POW.
1 listopada 1918 jako ochotnik wstąpił do V batalionu strzelców olkuskich i otrzymał rangę sierżanta.
Od 15 stycznia 1921 do marca 1922 był kadetem X klasy (kompania 1/X) Wielkopolskiej Szkoły Podchorążych Piechoty w Bydgoszczy. 9 września 1922 został mianowany z dniem 1 sierpnia 1922 podporucznikiem w korpusie oficerów piechoty i 31. lokatą z równoczesnym wcieleniem do 85 pułku piechoty.
Z dniem 26 lutego 1925 został przeniesiony do Korpusu Ochrony Pogranicza. Pełnił służbę na stanowisku dowódcy plutonu, a następnie dowódcy kompanii w batalionie KOP „Nowe Święciany”. 2 grudnia 1930 prezydent RP nadał mu stopień kapitana ze starszeństwem z dniem 1 stycznia 1931 i 189. lokatą w korpusie oficerów piechoty. 15 stycznia 1932 został przeniesiony z KOP do 72 pułku piechoty w Radomiu na stanowisko dowódcy kompanii. Na stopień majora został mianowany ze starszeństwem z 19 marca 1939 i 47. lokatą w korpusie oficerów piechoty. W tym czasie dowodził 1. kompanią 72 pp. 1 kwietnia tego roku został przeniesiony do 36 pułku piechoty w Warszawie na stanowisko dowódcy II batalionu.
II batalionem 36 pp dowodził w kampanii wrześniowej. 12 września 1939 w bitwie pod Brwinowem został kontuzjowany (złamanie żeber). Po kapitulacji załogi Warszawy dostał się do niewoli niemieckiej. Przebywał kolejno w Oflagu IV C Colditz, Oflagu II A Prenzlau, Oflagu II D Gross-Born i od 17 września 192 w Oflagu VI B Dössel. 7 maja 1946, po uwolnieniu z niewoli, wrócił do Polski.
Zmarł 1 lipca 1978 w Warszawie i został pochowany na cmentarzu Powązkowskim.
Był żonaty z Janiną ze Świderskich (1902–1991), z którą miał córkę Barbarę Antoninę, ps. „Tosia” (1927–1998), w konspiracji żołnierza II batalionu szturmowego „Odwet”, a w powstaniu warszawskim łączniczkę dowódcy pułku AK „Baszta”.

## Ordery i odznaczenia
- Krzyż Srebrny Orderu Wojennego Virtuti Militari – 29 września 1939[23][24]
- Krzyż Niepodległości – 28 grudnia 1933 „za pracę w dziele odzyskania niepodległości”[25], zamiast uprzednio (25 lipca 1933) nadanego Medalu Niepodległości[26]
- Krzyż Walecznych dwukrotnie – 1920[24][27] (po raz drugi za służbę w POW[28])
- Srebrny Krzyż Zasługi – 1928[24]
- Medal Pamiątkowy za Wojnę 1918–1921[29]
- Medal Dziesięciolecia Odzyskanej Niepodległości[29]
- Srebrny Medal za Długoletnią Służbę[29]
- Brązowy Medal za Długoletnią Służbę[29]
- Odznaka za Rany i Kontuzje z dwiema gwiazdkami
- łotewski Medal Pamiątkowy 1918-1928 – 6 sierpnia 1929[30][29]